# Royo-Odrea
Royo-Odrea es una localidad española del municipio de Aýna, perteneciente a la provincia de Albacete, en la comunidad autónoma de Castilla-La Mancha.

## Historia
A finales del siglo XIX, el lugar tenía contabilizada una población de 55 habitantes.
Pertenece al municipio de Aýna. En 2022, la entidad singular de población tenía empadronados 71 habitantes y el núcleo de población 49 habitantes.